# Hugyetz Lajos
Hugyetz Lajos  (Budapest, 1966. szeptember 8. –) magyar karatézó, tekvandézó, kick-boxoló. Hétszeres Európa-bajnok, négyszeres Európa-bajnoki ezüstérmes, Európa-bajnoki bronzérmes, ötszörös világbajnok, világbajnoki ezüstérmes, négyszeres világbajnoki bronzérmes, Guinness-rekordtartó.

## Élete
A Gubacsi út és az Illatos út sarkán található hírhedt Dzsumbujban nőtt fel, majd lakótelepre költözött a család. Édesapja Csepelen bokszolt, s már három-négy éves korában tanította fiát bokszolni. Id. Hugyetz Lajos, mint egykori ökölvívó neve is ismert volt, tisztelte is mindenki.
A Hunyadi SE sportolója lett, ahol a pályafutását kezdte. Barátai szóltak, hogy a klub karatetanfolyamot szervez. Elment, imponált Neki az, amit látott, ott ragadt. Ságodi Péter volt az első edzője. Ezt megelőzően bokszolt és birkózott, úszott és vízilabdázott, meg atletizált is a Fradiban. A második edzője, Kira Péter volt, aki rengeteget segített neki.
A kick-boxot nyolcadik osztályosként választotta, ugyanis az első félévben rendeztek egy karateversenyt, amelyen indultak osztrák kick-boxolók, akik nagyon jó benyomást tettek rá. A Hunyadi SE is az all style kick-boksz mellett kötelezte el magát a hosszas szakmai csatározások végén, de eleinte csak a semi-contact szakágat művelték. Hivatalosan 1985-ben kezdődött Magyarországon a full-contact irányzat, s abban az évben rögtön itt került sor a világbajnokságra. 
Eredeti szakmája szobafestő, később már a Testnevelési Egyetemen végzett, szakedzői szakon, nappali tagozaton. Egyetemi évei alatt délután tréningre járt vagy erősíteni a Koko Gym-be, mellette dolgozott éjszaka, portás volt egy mulatónál. Korán kelt, és indult a Testnevelési Egyetemre. Kalóriapénzt a szövetségtől kapott, edzéseket tartott a Hunyadi SE-ben és a szigetszentmiklósi Küklopsz diszkóban dolgozott hétvégenként, a belső védelem vezetőjeként, pénzkiegészítés céljából.
A Küklopszban dolgoztak a kick-boxosok közül többen is, például Lantos Gyula , Budai Barnabás.
Édesapja tanácsára 14 évesen kezdett sportolni. 
A Hunyadi Sportegyesület volt az első egyesület Magyarországon, amelyik a kick-box magyarországi elterjesztésében tevékenyen részt vett, az 1970-es évek végén.
Az első nemzetközi sikereket hozó versenyzők, majd a későbbi világ- és Európa-bajnokok, így Hugyetz Lajos is innen kerültek ki.
Három leánytestvére van, Hugyetz Gabriella szintén kick-boxoló – kétszeres Európa-bajnok, világbajnoki ezüstérmes –, Hugyetz Aranka pedig atléta volt.
Nádas Tamás karatevilágbajnok 2015-ben a Busy Day című film producere volt. Több nagynevű küzdősportoló is szerepelt a filmben, Köztük Nádas Tamás jó barátja, Hugyetz Lajos, aki a Fierce Target verekedős jeleneteinek kidolgozásában segített.
Hugyetz Lajos hétszeres Európa-bajnok, négyszeres Európa-bajnoki ezüstérmes, Európa-bajnoki bronzérmes, ötszörös világbajnok, világbajnoki ezüstérmes, négyszeres világbajnoki bronzérmes, Guinness-rekordtartó.
Los Angelesben él, edző.
Nős, egy fiúgyermeke van, Hugyetz Viktor Balázs.

## Eredmények
Év   Sportág	Szakág	Esemény	Eredmény
- 1997	Kick-box	Light-contact	Világbajnokság	- bronz
- 1997	Kick-box	Semi-contact	Világbajnokság	- bronz
- 1996	Kick-box	Light-contact	Európa-bajnokság	- arany
- 1996	Kick-box	Semi-contact	Európa-bajnokság	- ezüst
- 1995	Kick-box	Light-contact	Világbajnokság	- arany
- 1995	Kick-box	Semi-contact	Világbajnokság	- bronz
- 1994	Kick-box	Light-contact	Európa-bajnokság	- arany
- 1994	Kick-box	Semi-contact	Európa-bajnokság	- arany
- 1993	Kick-box	Light-contact	Világbajnokság	- arany
- 1993	Kick-box	Semi-contact	Világbajnokság	- arany
- 1992	Kick-box	Light-contact	Európa-bajnokság	- arany
- 1992	Kick-box	Semi-contact	Európa-bajnokság	- arany
- 1991	Kick-box	Light-contact	Világbajnokság	- arany
- 1991	Kick-box	Semi-contact	Világbajnokság	- bronz
- 1990	Kick-box	Light-contact	Európa-bajnokság	- arany
- 1990	Kick-box	Semi-contact	Európa-bajnokság	- ezüst
- 1990	Kick-box	Formagyakorlat	Európa-bajnokság	- bronz
- 1990	Kick-box	Light-contact	Világbajnokság	- arany
- 1988	Kick-box	Light-contact	Európa-bajnokság	- ezüst
- 1988	Kick-box	Semi-contact	Európa-bajnokság	- ezüst
- 1987	Kick-box	Semi-contact	Európa-bajnokság	- arany
- 1987	Kick-box	Semi-contact	Világbajnokság	- ezüst